# Список продукции под маркой Neon Genesis Evangelion
Это — список серий, фильмов, изданий франшизы «Евангелион» и сопутствующей продукции.

## Оригинальный сериал
Оригинальный аниме-сериал «Евангелион», поставленный в 1995 году режиссёром Хидэаки Анно на студии Gainax. Впервые транслировался в период с 4 октября 1995 по 27 марта 1996.
В России был издан компанией MC Entertainment в октябре 2005 года. Существуют DVD версии издания (обычное и подарочное) и VHS. Обычное DVD издание включает четыре диска по 6—7 серий на каждом, японскую и русскую звуковые дорожки и русские субтитры.
| Серия | Японское название                                                           | Русское название                                                                                      |
| ----- | --------------------------------------------------------------------------- | --- |
| 01    | 使徒、襲来 "Shito, shūrai"                                                  | «Нападение Ангела»                                                                                    |
| 02    | 見知らぬ、天井 "Mishiranu, tenjō"                                           | «Незнакомый потолок / Зверь»                                                                          |
| 03    | 鳴らない、電話 "Naranai, denwa"                                             | «Телефон, который никогда не звонит / Перевод»                                                        |
| 04    | 雨、逃げ出した後 "Ame, nigedashita ato"                                     | «Дождь, побег и... / Дилемма дикобраза»                                                               |
| 05    | レイ、心のむこうに "Rei, kokoro no mukō ni"                                 | «Рэй, по ту сторону сердца / Рэй-I»                                                                   |
| 06    | 決戦、第3新東京市 "Kessen, daisan shin Tōkyō-shi"                           | «Сражение в Токио-3 / Рэй-II»                                                                         |
| 07    | 人の造りしもの "Hito no tsukurishimono"                                     | «Созданный людьми»                                                                                    |
| 08    | アスカ、来日 "Asuka, rainichi"                                              | «Аска прибывает в Японию / Аска наносит удар»                                                         |
| 09    | 瞬間、心、重ねて "Shunkan, kokoro, kasanete"                                | «Вы, оба, танцуйте, если хотите победить»                                                             |
| 10    | マグマダイバー "Magumadaibā"                                                | «Погружение в магму»                                                                                  |
| 11    | 静止した闇の中で "Seishishita yami no naka de"                              | «День, когда Токио-3 замер»                                                                           |
| 12    | 奇跡の価値は "Kiseki no kachi wa"                                           | «"Не заставляй других страдать из-за твоей собственной ненависти" - сказала она»                      |
| 13    | 使徒、侵入 "Shito, shin'nyū"                                                | «Крошечное препятствие»                                                                               |
| 14    | ゼーレ、魂の座 "Zēre, tamashii no za"                                       | «Seele, трон для души / Сплетая историю»                                                              |
| 15    | 嘘と沈黙 "Uso to chinmoku"                                                  | «Ложь и молчание / Те женщины жаждали прикосновения других губ, и это было приглашение поцеловать их» |
| 16    | 死に至る病、そして "Shi ni itaru yamai, soshite"                            | «Разделение души»                                                                                     |
| 17    | 四人目の適格者 "Yonin me no tekikakusha"                                    | «Четвертое дитя»                                                                                      |
| 18    | 命の選択を "Inochi no sentaku wo"                                           | «Двойственность»                                                                                      |
| 19    | 男の戰い "Otoko no tatakai"                                                 | «Битва мужчин / Интроекция»                                                                           |
| 20    | 心のかたち 人のかたち "Kokoro no katachi, hito no katachi"                  | «Сплетая историю: устная стадия»                                                                      |
| 21    | ネルフ、誕生 "Nerufu, tanjō"                                                | «Зарождение NERV / Он понимал, что он ещё ребёнок»                                                    |
| 22    | せめて、人間らしく "Semete, ningen rashiku"                                 | «Не будь»                                                                                             |
| 23    | 涙 "Namida"                                                                 | «Рэй-III»                                                                                             |
| 24    | 最後のシ者 "Saigo no shisha"                                                | «Начало и конец, или достучаться до небес»                                                            |
| 25    | 終わる世界 "Owaru sekai"                                                    | «Ты меня любишь?»                                                                                     |
| 26    | 世界の中心でアイを叫んだけもの "Sekai no chūshin de "ai" wo sakenda kemono" | «Позаботься о себе сам»                                                                               |

### Издания сериала
После успеха оригинального сериала, «Евангелион» был много раз переиздан во многих странах мира. Новые издания включали в себя новое как в технологической части, так и в содержании. Кроме того, были выпущены дополнительные материалы, касающиеся сериала и его персонажей.
Director`s cut (Режиссёрская версия) (1997) — серии 21—24 изданы отдельно. В них включены часть сцен, вырезанных из оригинала или детально рассмотрены уже существующие.
Experience DVD (Опытное DVD) (2003) — издание, посвящённое Синдзи, Рэй и Еве-01.
Renewal of Evangelion (Обновление Евангелиона) (2003) — переработка оригинального сериала. Многие сцены перерисованы, общее качество картинки возросло, изображение переведено в формат FILM 99% (23.976 кадров в секунду с прогрессивной разверткой), добавлена звуковая дорожка Dolby Digital 5.1. В издание также включены отдельное вступление, переработанная 26 серия и короткометражные ролики «Genesis 0:0 In The Begenning» и «Genesis 0:0 The Light From Darkness».
Individual DVD collection (Индивидуальная DVD коллекция) (2003) — частичная реставрация оригинального сериала. В издание включены буклеты с картинками из «Евангелиона».
Genesis reborn (Перерождение поколений) (2004) — ещё один вариант «Director`s cut», совмещённый с «Renewal of Evangelion». В издание включены 21—26 серии.
Interactive DVD (Интерактивное DVD) (2004) — издание включает в себя интервью, дневники разработчиков, официальные наброски, информацию о сэйю.
Archives of Evangelion (Архивы Евангелиона) (2015) — оригинальные нередактированные серии, транслировавшиеся на японском телевидении в 1995 году плюс фильм Death & Rebirth. Сборник содержит 8 DVD и 32 страничный буклет, выпущенные Studio Khara и King Records.
Neon Genesis Evangelion (2015) — юбилейное издание на 10 Blu-ray и 170 страничный буклет, выпущенные Studio Khara и King Records. Содержит обычную и режиссёрскую версии сериала, а также фильмы Death and Rebirth и The End of Evangelion. Реставрация изображения проводилась на основе оригинальной 16-мм киноплёнки. Однако исходный материал 16 серии не существует и заменён на масштабированное SD качество. Звук улучшен до LPCM 2.0 и 5.1. Особо выделяются 22 выбранные Хидэаки Анно композиции саундтрека в формате 5.1 surround. Присутствует большое количество дополнительных материалов.

## Полнометражные фильмы
После завершения работ над сериалом Хидэаки Анно и Gainax совместно с Production I.G поставили несколько полнометражных аниме-фильмов. Частично это было мотивировано просьбами фанатов, частично — общим успехом «Евангелиона».

### Death and Rebirth
Death and Rebirth (Смерть и Возрождение) — полнометражный фильм, разбитый на две части.
Death (Смерть) — «пересказ» оригинального сериала. Включает в себя первые 24 серии, смонтированные в формат полнометражного фильма. Добавлены сцены из «Director`s cut» и несколько новых музыкальных композиций.
Rebirth (Возрождение) — продолжение сюжета сериала после 24 серии.

### Конец Евангелиона
The End of Evangelion (Конец Евангелиона) — полнометражный фильм, разделённый на две части. Полностью включает в себя вторую часть «Death and Rebirth». Представляет собой другой взгляд на конец сериала.
| Серия              | Японское название                                                  | Русское название |
| ------------------ | ------------------------------------------------------------------ | ---------------- |
| 25' (Первая часть) | «Air» (Ａｉｒ)                                                     | «Воздух»         |
| 26' (Вторая часть) | «Magokoro o, kimi ni (My Purest Heart for You)» (まごころを、君に) | «Искренне Ваш»   |

### Revival of Evangelion
Revival of Evangelion (Оживление Евангелиона) — полнометражный анимационный фильм, выпущенный в 1998 году. Представляет собой соединение первой части Death and Rebirth и всего фильма The End of Evangelion.

### Rebuild of Evangelion
Rebuild of Evangelion (Перестройка Евангелиона) — серия из четырёх полнометражных фильмов, первый из которых вышел в прокат в сентябре 2007 года. Представляет собой переосмысление сериала с более современной анимацией и изменениями сюжета.
- «Евангелион 1.11: Ты (не) один»
- «Евангелион 2.22: Ты (не) пройдёшь»
- «Евангелион 3.33: Ты (не) исправишь»
- «Евангелион: 3.0+1.01: Как-то раз»

### Игровой фильм
Проект был анонсирован в 2003 году и разрабатывался Gainax, ADV и Weta Workshop. Отменён после 2011 года. Studio Khara, владеющая правами на франшизу с 2014 года, не планирует экранизацию.

## Театральная постановка
Evangelion Beyond, режиссёр — Сиди Ларби Шеркауи, премьера состоялась в 2023 году. Имена и внешний вид персонажей оказались совсем другими, организация стала называться Mensch. Анно и оригинальная команда не участвовали в создании, а Studio Khara только наблюдала за процессом.

## Манга и ранобэ

### Girlfriend of Steel 2nd (Angelic Days)
Манга, созданная по одноимённой игре художником Фумино Хаяси. Выпускалась в журнале Monthly Asuka (издательство Kadokawa Shoten). В манге показывается альтернативная вселенная «Евангелиона» — мир, который увидел Синдзи в 26 серии.

### Campus Apocalypse
Одна из интерпретаций «Евангелиона», где от оригинала остались только персонажи, больше ничего общего с ним не имеет.

### Евангелион АНИМА
Ранобэ, созданное художником и дизайнером Икуто Ямаситой по идее Ясуо Касивабары и вышедшее в 2008—2013 годах в 5 томах. Является альтернативной версией событий оригинального «Евангелиона» после 24 серии. «Проект совершенствования человечества» был остановлен, и мир стал жить как обычно. Реорганизованное специальное агентство Nerv JPN под руководством Мисато Кацураги не поверило, что Ангелы исчезли навсегда. Поэтому 17-летние пилоты продолжили активно тренироваться. Но опасность пришла с другой стороны — один из трёх клонов Рей Аянами, являющихся частью «Глобальной сети поиска и уничтожения Ангелов», неожиданно теряет контроль над собой. На подавление отправляют Еву-01 с Синдзи Икари. В сюжете появляется четвероногая Ева-02 Тип II Allegoreca. Работая над этой историей, Ямасита хотел, чтобы Синдзи и Аска, когда им исполнилось 17 лет, могли думать самостоятельно и превзойти ожидания взрослых.

## Компьютерные игры
«Евангелион» породил множество компьютерных игр. Элементы из франшизы множество раз появлялись в серии Super Robot Wars от Banpresto. Впервые включённые в Super Robot Wars F Final, персонажи и мехи из «Евангелиона» быстро стали чрезвычайно популярной частью серии и появлялись так же в Super Robot Wars Alpha, Alpha 3, MX и прочих выпусках. Ни одна игра по мотивам «Евангелиона» не издавалась вне Японии.

### RPG/Adventure
- Neon Genesis Evangelion: 1st Impression (Sega Saturn)
- Neon Genesis Evangelion: 2nd Impression (1997; Sega Saturn)
- Girlfriend of Steel (1998; Sega Saturn, PlayStation, PC), второе название — Iron Maiden
- Neon Genesis Evangelion 64 (1999; Nintendo 64)
- Neon Genesis Evangelion 2 (2003; PlayStation 2, 2006 PlayStation Portable)
- Girlfriend of Steel 2nd (2005; PlayStation 2, PC) второе название — Iron Maiden the 2nd
- Secret of Evangelion (21 декабря 2006; PlayStation 2, 2007 PlayStation Portable)
- Detective Evangelion (18 января 2007; PlayStation 2)
- Evangelion: Battle Orchestra (28 июня 2007)
- Evangelion: Jo (4 июня 2009; PlayStation 2, PlayStation Portable)
- Neon Genesis Evangelion 3rd Impact (29 сентября 2011; PlayStation Portable)[13]
- Evangelion Battlefields (2 апреля 2020; iOS, Android)[14]

### Маджонг
- Neon Genesis Evangelion - Eva and Good Friends : The Stripping Project! (яп. 新世紀エヴァンゲリオン - エヴァと愉快な仲間たち : 脱衣補完計画) (1999; Windows)[15]

Маджонг на раздевание.
- Neon Genesis Evangelion Mahjong Hokan Keikaku (2000; Game Boy Color)
- The Stripping Project Complement / Eva and Good Friends: CDROM (яп. 脱衣補完計画／シンジと愉快な仲間たち セレクトCD-ROM) (2000; Windows & Macintosh)[16]

Маджонг на раздевание.
- The Stripping Project Complement / Eva and Good Friends: CDROM2 (яп. 脱衣補完計画／シンジと愉快な仲間たち セレクトCD-ROM2) (2001; Windows & Macintosh)[17]

Маджонг на раздевание.

### Карточные игры
- Shinji and Good Friends

Серия карточных компьютерных игр.
- Neon Genesis Evangelion Digital Card Library (1997; Sega Saturn)
- Daifugo (яп. シンジと愉快な仲間たち 爆烈大富豪, Eva and Good Friends)[18]

### Прочие
- Neon Genesis Evangelion: Typing Project-E (1999; Dreamcast, PlayStation 2)
- Neon Genesis Evangelion: Shito Ikusei (1999; Bandai Wonderswan)
- Neon Genesis Evangelion: Typing Hokan Keikaku (2001; Dreamcast)
- Ayanami Raising Project (яп. 綾波育成計画 Neon Genesis Evangelion:Ayanami Rei Ikusei) (2001; PC & Dreamcast)
- Ayanami Raising Project with Asuka Complement Project (яп. 綾波育成計画 ｗｉｔｈアスカ補完計画 Ayanami Ikusei Keikaku with Asuka Hokan Keikaku) (2003; PlayStation 2)

Аналогично играм серии Princess Maker игроку приходится приглядывать за развитием Рей или Аски. Решения принимаемые игроком влияют на личность персонажей и их развитие, что также влияет на сюжет «Евангелиона» вплоть до изменения финала.
- Shinji Ikari Raising Project (яп. 碇シンジ育成計画 Ikari Shinji Ikusei Keikaku) (2004; PC)

Развитие Ayanami Raising Project, в котором игрок занимается воспитанием Синдзи. Отличается несколько изменённым игровым процессом — в частности, добавлены интерактивные сражения с Ангелами и более проработанным сюжетом.
- Petit Eva: Evangelion@Game (2008; Nintendo DS)
- Misato Katsuragi’s Reporting Plan (2009; PlayStation 3, PlayStation Portable)[19]

## Тексты
Предисловие режиссёра от 17 июля 1995 года написано в ходе работы над сериалом, описывает некоторые характеры и связь Евангелиона с жизнью Хидэаки Анно.
Эссе о выборе имён для персонажей.
Сообщение  Анно от 17 февраля 2007 года.

## Графические альбомы
Groundwork of Evangelion (Фон Евангелиона) — графический альбом, состоящий из двух томов. Содержит наброски, сделанные во время создания оригинального сериала: раскадровки некоторых моментов и процесс отрисовки персонажей.
Der Mond (с нем. — «Луна») — графический альбом Ёсиюки Садамото. Включает некоторые эпизоды из манги в цвете, дизайн персонажей и Ангелов и просто наброски автора. Является самым распространённым из всех альбомов по Евангелиону.
Die Sterne (с нем. — «Звезды») — графический альбом включает работы Ёсиюки Садамото, выполненные в разных художественных стилях, нескольких других известных художников манги, обложки и постеры.
Newtype Artbook 100% (Альбом Newtype 100%) — графический альбом, выпущенный в журнале Newtype. Здесь представлены персонажи, различные объекты, Ангелы, здания и детали из вселенной Евангелиона, по которым создавался сериал, а также процесс их создания.
Red Cross Book —  программа, своего рода «Библия», распространявшаяся Gainax для продажи в японских кинотеатрах во время показа фильма «Конец Евангелиона». Включает комментарии, кадры из аниме, фотографии, интервью с режиссёром Кадзуей Цурумаки, глоссарий, отзывы сэйю, заметки о производстве и список создателей.

## Аудиоматериалы

### Аудиодрама
Аудиодрама — юмористическая радиопьеса Хидэаки Анно, озвученная сэйю оригинального сериала. Фабула — требуется немедленно продолжить съемку сериала, так как он оказался очень прибыльным.

### Музыка

#### Главные музыкальные темы
| Фильм                                | Композиция                                                                                             | Исполнители                                               |
| ------------------------------------ | --- | --------------------------------------------------------- |
| «Евангелион»                         | "A Cruel Angel’s Thesis" (残酷な天使のテーゼ, Zankoku na tenshi no tēze) (Откровение жестокого Ангела) | Ёко Такахаси                                              |
| «Евангелион»                         | "Fly Me to the Moon" (Унеси меня на Луну)                                                              | Клэйр Литтли, Ёко Такахаси, Мэгуми Хаясибара, Юко Миямура |
| Evangelion: Death and Rebirth        | "Soul Refrain" (魂のルフラン, Tamashii no Rufuran) (Припев души)                                       | Ёко Такахаси                                              |
| «Конец Евангелиона»                  | "Thanatos -If I Can't Be Yours-" (Танатос — если я не могу быть твоим)                                 | Loren & Mash                                              |
| «Конец Евангелиона»                  | "Komm, süsser Tod" (Приди, сладкая смерть)                                                             | Арианна Шрайбер                                           |
| «Евангелион 1.11: Ты (не) один»      | "Beautiful World" (Прекрасный мир)                                                                     | Хикару Утада                                              |
| «Евангелион 2.22: Ты (не) пройдёшь»  | "Beautiful World -PLANiTb Acoustica Mix-"                                                              | Хикару Утада                                              |
| «Евангелион 3.33: Ты (не) исправишь» | "Sakura Nagashi" (桜流し) (Увядающие цветы вишни)                                                      | Хикару Утада                                              |
| «Евангелион: 3.0+1.01: Как-то раз»   | "One Last Kiss" (Последний поцелуй)                                                                    | Хикару Утада                                              |

#### CD и цифровые издания
Саундтреки
- Neon Genesis Evangelion (22 ноября 1995)
- Neon Genesis Evangelion II (16 февраля 1996)
- Neon Genesis Evangelion III (22 мая 1996)
- Evangelion: DEATH (Евангелион: смерть) (11 июня 1997)
- The End of Evangelion (Конец Евангелиона) (26 сентября 1997)
- Music from Evangelion: 1.0 You Are (Not) Alone (Музыка из «Евангелион 1.11: Ты (не) один») (26 сентября 2007)[24]
- Evangelion: 1.0 You Are (Not) Alone original soundtrack («Евангелион 1.11: Ты (не) один» оригинальный саундтрек) (21 мая 2008)[25]
- Evangelion: 2.0 You Can (Not) Advance original soundtrack («Евангелион 2.22: Ты (не) пройдёшь» оригинальный саундтрек) (8 июля 2009)[26]
- Music from Evangelion: 3.0 You Can (Not) Redo (Музыка из «Евангелион 3.33: Ты (не) исправишь») (28 ноября 2012)[27][28]
- Evangelion: 3.0 You Can (Not) Redo original soundtrack («Евангелион 3.33: Ты (не) исправишь» оригинальный саундтрек) (24 апреля 2013 года) — входит в комплект Blu-ray/DVD[29]
- Music from Shin Evangelion (Музыка из «Evangelion: 3.0+1.0: Thrice Upon a Time») (17 марта 2021)[30][31]
- Evangelion: 3.0+1.0: Thrice Upon a Time original soundtrack («Евангелион: 3.0+1.01: Как-то раз» оригинальный саундтрек) (8 марта 2023) — входит в комплект Blu-ray+4K Ultra HD Blu-ray[32]

Другие альбомы
- Animate Voice Cassette 04: Neon Genesis Evangelion Shinji & Asuka Version — аудиодрама об отношениях главных героев (1 декабря 1996)[33]
- Neon Genesis Evangelion Addition (Евангелион, дополнение) (21 декабря 1996)
- Neon Genesis Evangelion: 2nd Impression (7 марта 1997) — Mini-CD к одноимённой игре[34]
- エヴァンゲリオン・クラシック-1 (Классический Евангелион-1) (22 октября 1997)
- エヴァンゲリオン・クラシック-2 (Классический Евангелион-2) (22 октября 1997)
- ~refrain~ The songs were inspired by "EVANGELION" (Рефрен: песни, вдохновлённые Евангелионом) (6 ноября 1997)
- Evangelion — VOX (Евангелион — голос) (3 декабря 1997)
- Evangelion Symphony (Симфония Евангелиона) (22 декабря 1997)
- Neon Genesis Evangelion: S² Works (Евангелион: S² работы) (4 декабря 1998)
- Evangelion — The day of Second Impact (Евангелион — день Второго удара) (13 сентября 2000)
- Evangelion: The Birthday of Rei Ayanami (Евангелион — день рождения Рей Аянами) (30 марта 2001)
- Refrain of Evangelion (Припев Евангелиона) (24 июля 2003)
- Neon Genesis Evangelion DECADE (Десятилетие Евангелиона) (26 октября 2005)[35]
- 「Take」 Re-Take Original Soundtrack (11 августа 2006) — музыкальное сопровождение к додзинси Studio Kimigabuchi[36]
- A.T. EVA01 Reference CD (27 декабря 2007) — версия для наушников Audio-Technica[37]
- Evangelion Wind Symphony (9 декабря 2009)
- Evangelion 3nd Impact Original Soundtrack (29 сентября 2011) — входит в специальную версию одноимённой игры, над звуком работал Акира Ямаока[38]
- EVAIOLIN:1.0 (14 ноября 2012) — кавер-версии от NAOrchestra (Наоко Исибаси)[39]
- Evangelion PianoForte #1 (Евангелион на фортепиано) (23 октября 2013)[40][41]
- Yoshiyuki Sadamoto Working Music CD (20 ноября 2014) — бонус-диск к ограниченному изданию 14 тома манги Neon Genesis Evangelion[42]
- The world! EVAngelion JAZZ night =The Tokyo III Jazz club= (Мир! Ночь джаза Евангелиона — джаз-клуб Токио 3) (24 декабря 2014)[43][44]
- Shiro Sagisu Outtakes From Evangelion (Vol.1) (30 июля 2016)[45][46]
- Welcome to the stage! (22 марта 2017)[47][48]
- Shin Godzilla vs Evangelion Symphony (27 декабря 2017)[49][50]
- EVANGELION EXTREME (22 мая 2019)[51][52]
- EVANGELION:3.0+1.0 AVANT 1 (First 10 min 40 sec 00 f) 0706 Edition BGM Collection (28 августа 2019)[53]
- Neon Genesis Evangelion Soundtrack 25th Anniversary Box (юбилейное издание к 25-летию «Евангелиона» на 5 CD с обложкой и буклетом от аниматора и режиссёра Масаюки Ямагути) (7 октября 2020)[54][55][56]
- Evangelion FINALLY (Евангелион в конце концов) (7 октября 2020)[57][58]
- One Last Kiss (10 марта 2021)[59][60]
- EVANGELION INFINITY (Евангелион бесконечный) (21 июля 2021) — сборник из 3 CD c версиями известных композиций франшизы от оригинального сериала до фильма Evangelion: 3.0+1.0: Thrice Upon a Time[61][62]
- EVANGELION FLASHBACK (29 октября 2025)[63]

Синглы
- 残酷な天使のテーゼ (A Cruel Angel’s Thesis) (25 октября 1995)
- Fly me to the Moon (Отнеси меня на Луну) (25 октября 1995)
- 魂のルフラン  (Soul Refrain) (21 февраля 1997)
- The End of Evangelion (Конец Евангелиона) (1 августа 1997)
- 残酷な天使のテーゼ (Отнеси меня на Луну) (26 марта 2003)
- 魂のルフラン ・ THANATOS -IF I CAN'T BE YOURS (Танатос — если я не могу быть твоим) (24 мая 2006)[64]
- Beautiful World / Kiss & Cry (Прекрасный мир / Поцелуй и плач) (29 августа 2007)[65][66]
- 集結の園へ (Shuuketsu no Sono he) (22 апреля 2009)[67][68]
- 残酷な天使のテーゼ 2009 VERSION (13 мая 2009)[69][70]
- 慟哭へのモノローグ (Doukoku Heno Monorogu) (28 апреля 2010)[71]
- 集結の運命 (Shūketsu no sadame) (21 июля 2010)[72][73]
- 心よ原始に戻れ～2012 Version～ (Kokoro yo Genshi ni Modore) (11 января 2012) — для игровых автоматов CR Evangelion 7[74][75]
- 桜流し (Sakura Nagashi) (17 ноября 2012)[76][77]
- 暫し空に祈りて (Shibashi Sora ni Inorite) (27 марта 2013)[78][79]

- 残酷な天使のテーゼ/魂のルフラン (A Cruel Angel’s Thesis — Soul Refrain) (20 июня 2018)[80][81]
- 残酷な天使のテーゼ MATSURI SPIRIT (A Cruel Angel’s Thesis — дух мацури) (24 июля 2019)[82][83]
- にゃん酷なにゃんこのテーゼ (Nyankoku na Nyanko no These — «Откровение коварного котёнка») (23 января 2021) — для коллаборации «Евангелиона» с мобильной игрой The Battle Cats[84]
- <<what if?>> Yoko Takahashi ver. («Что если? Версия Ёко Такахаси») (31 августа 2021) — к фильму «Евангелион: 3.0+1.01: Как-то раз»[85]
- Final Call («Последний запуск») (20 декабря 2021 года) — для патинко Neon Genesis Evangelion ~Roar to the Future~ в честь 25-летия франшизы[86]
- Teardrops of hope («Слёзы надежды») (19 декабря 2022 года) — для патинко P Godzilla vs. Evangelion ~G Cell Awakening~[87]
- Shuketsu no Hate ni (At The End of Gathering) (21 декабря 2022 года) — для патинко P Godzilla vs. Evangelion ~G Cell Awakening~[88]
- Evangelion Eternally («Евангелион навечно») (10 мая 2023 года) — для Shin Japan Heroes Universe x Bandai Namco[89]

#### DVD-Audio издания
Саундтреки
- Neon Genesis Evangelion (22 декабря 2004)
- Neon Genesis Evangelion II (22 декабря 2004)
- Neon Genesis Evangelion III (22 декабря 2004)
- Evangelion: DEATH (Евангелион: СМЕРТЬ) (22 декабря 2004)
- The End of Evangelion (Конец Евангелиона) (22 декабря 2004)

## Значимые неканонические труды

### Додзинси Re-Take. Neon Genesis Evangelion
Re-Take — манга, созданная Studio Kimigabuchi, за авторством Кимимару, является неофициальным продолжением оригинальной истории, призванной объединить аниме-сериал, мангу Neon Genesis Evangelion и фильм The End of Evangelion. Предлагает теорию множества миров, созданных Синдзи в момент Третьего удара. Имеет пометку Adult only (только для взрослых) из-за наличия хентайных сцен. Манга не является хентаем в общем понимании, откровенные сцены занимают незначительную часть и не влияют на сюжет. Вероятно, это был маркетинговый шаг с целью продать тираж, если сюжетная составляющая не «вытянет» продолжение. Ошибочность опасений стала явной уже после первого тома, но хентайные сцены в минимальном количестве есть и в последующих томах. Выпущено 5 томов + 1 том Re-Take ~After~ + 1 том хентайного содержания Re-Take 1.5. Порядок томов: 1, 2, 3, 0, 4 (0 не выступает приквелом). Критик Хироки Адзума назвал Re-Take очень хорошо сделанной работой.
Позже вышла новая история под заголовком Re-Take Kai.

### AMV
Евангелионовская серия является одним из наиболее частоиспользуемых в производстве AMV аниме.
Кевин Колдуэлл — на песню «Engel» группы «Раммштайн». Anime Expo 1999 — призы в номинациях «экшн», техники и общей.
Nantoka Narusou. Another Impact Division — «Gendo's Paradise» — по мотивам «Amish Paradise» Эла Янковича (в свою очередь, созданного по мотивам «Gangsta's Paradise» рэпера Coolio) — Animefest 2006 (Брно) — первое место.
Ronin — «Way of the warrior» (Путь воина) — на «Балладу о борьбе» В. Высоцкого. AKROSS CON 2005 — приз зрительских симпатий.